# Alberto Crespo
Alberto Augusto Crespo (Buenos Aires, 16 de janeiro de 1920 – Buenos Aires, 14 de agosto de 1991) foi um automobilista argentino que participou do Grande Prêmio da Itália de Fórmula 1 de 1959.